# Trofim Tanaschishin
Trofim Ivánovich Tanaschishin (en ruso: Трофим Иванович Танасчишин; Yaryshev, Imperio ruso; 18 de enerojul./ 31 de enero de 1903greg. – Voznesensk, Unión Soviética; 31 de marzo de 1944) fue un líder militar soviético que combatió en las filas del Ejército Rojo durante la Segunda Guerra Mundial donde alcanzó el rango de teniente general.
Tanaschishin se unió a una unidad partisana soviética durante la guerra civil rusa y posteriormente fue transferido al Ejército Rojo, con el que luchó en la guerra polaco-soviética, donde fue capturado por las tropas polacas y después liberado. Durante el período de entreguerras ocupó diversos puestos de mando en varias unidades de caballería y a principios de la década de 1930 se convirtió en oficial de las fuerzas blindadas. Cuando comenzó la invasión alemana de la Unión Soviética, comandó un regimiento de tanques cercado en Bielorrusia. Escapó y fue condecorado por su liderazgo en un regimiento de motociclistas durante la batalla de Moscú. Después de comandar una brigada de tanques en el Frente Sudoeste a mediados de 1942, fue nombrado comandante del 13.º Cuerpo de Tanques. Por su liderazgo del cuerpo, que se convirtió en el 4.º Cuerpo Mecanizado de la Guardia por sus acciones en la batalla de Stalingrado, fue nuevamente condecorado y ascendido a mayor general. Continuó al frente de este cuerpo mecanizado en combate hasta que fue herido de muerte en un ataque aéreo a finales de marzo de 1944.

## Biografía

### Infancia y juventud
Trofim Tanaschishin nació el 31 de enero de 1903 en Yaryshev (actualmente en el raión de Mohyliv-Podilskyi del óblast de Vínnitsa en Ucrania). En marzo de 1918, se unió a un destacamento partisano del Ejército Rojo bajo el mando de Chebanov, donde combatió en Ucrania contra las tropas alemanas y las fuerzas de Pavló Skoropadski. El destacamento partisano se reorganizó como el 1.er Regimiento Serebrysky hacia finales de año, en el que Tanaschishin se convirtió en explorador montado. En 1919, en el Frente Sudoeste, luchó contra las Fuerzas Armadas del Sur de Rusia y el Ejército Popular de Ucrania. El regimiento sufrió grandes pérdidas en los combates y, a continuación, se unió al 395.º Regimiento de Fusileros.
En la primavera de 1920, luchó con el regimiento en la guerra polaco-soviética, enfermó gravemente y se convirtió en un rezagado en el territorio del Ejército Popular de Ucrania. Después de recuperarse, trató de reincorporarse a su unidad, pero fue capturado el 19 de mayo y encarcelado en la prisión de Mogilyovsky hasta julio, cuando fue liberado por el avance de las tropas soviéticas. Se unió al 535.º Regimiento de Fusileros, donde luchó contra el Ejército Popular de Ucrania. Entre abril y noviembre de 1921, combatió contra las fuerzas antisoviéticas en el Uyezd de Mogilyovsky  como asistente del comandante de pelotón en un batallón de caballería de propósito especial independiente.

### Periodo de entreguerras
Después del final de la guerra civil, se convirtió en instructor de entrenamiento físico para el entrenamiento previo al reclutamiento de reclutas en la comisaría militar local. En agosto de 1925 ingresó como estudiante en la S.M. Escuela de caballería ucraniana Budionni en Elisavetgrado. Después de graduarse en septiembre de 1928, sirvió en la 9.ª División de Caballería como comandante de pelotón en el 52.º Regimiento de Caballería, luego en el 54.º Escuadrón de Reserva Independiente.
En mayo de 1931, se graduó de los cursos de mejora de comandantes de blindados de Leningrado y se convirtió en comandante de un pelotón blindado de entrenamiento del destacamento motorizado de la División de Fusileros Proletarios de Moscú en el Distrito Militar de Moscú. Esta asignación fue breve, ya que fue transferido en octubre a la 11.ª División de Caballería como comandante interino y comisario de un escuadrón mecanizado independiente y comandante de un pelotón blindado de entrenamiento. En abril de 1932 se convirtió en oficial político del escuadrón de entrenamiento de su 11.° Regimiento Mecanizado, luego comandante de un escuadrón de tanques y asistente del jefe del Estado Mayor del regimiento.
Entre noviembre de 1934 y mayo de 1935 fue estudiante en el departamento de Estado Mayor de los Cursos de Perfeccionamiento de Comandantes Blindados de Leningrado, luego regresó al 11.° Regimiento Mecanizado, donde sirvió temporalmente como subjefe de Estado Mayor y jefe de Estado Mayor interino del regimiento, luego como comandante interino del regimiento. En junio de 1938 se convirtió en jefe del Segundo Departamento del Estado Mayor de la 1.ª Brigada de Tanques en el Distrito Militar Especial de Bielorrusia, siendo nombrado subjefe de Estado Mayor de la 21.ª Brigada de Tanques en el Distrito Militar Especial Occidental en abril de 1940. Tanaschishin fue nombrado jefe de suministros. para la nueva 4.ª División de Tanques del 6.º Cuerpo Mecanizado en julio, después comandante del 60.º Regimiento de Tanques de la 30.ª División de Tanques de este último en marzo de 1941.

### Segunda Guerra Mundial
Cuando comenzó la invasión alemana de la Unión Soviética, el regimiento luchó en los enfrentamientos que se conocieron como las batallas fronterizas en la historiografía soviética y estaba rodeado por el 10.º Ejército del Frente Oeste. Tanaschishin logró escapar del cerco y se convirtió, en agosto, en comandante del 36.º Regimiento Independiente de Motociclistas, parte del 5.º Ejército del Frente Occidental durante la batalla de Moscú, durante la cual participó en feroces batallas defensivas en la dirección de Mozhaisk. Un superior lo definió como un «comandante resuelto, valiente y audaz» cuya «habilidad personal, ejemplo y coraje» permitió una serie de ataques contra las fuerzas alemanas en Vereya y Mozhaisk. Se atribuyó a sus «acciones rápidas y decisivas» la derrota de la vanguardia de la 7.ª División Panzer frente a Borisovo, y se atribuyó a un contraataque que dirigió en Nikiforovskoye la prevención de una ocupación alemana de la orilla sureste del río Moscova. Por su liderazgo, recibió la Orden de la Bandera Roja y el regimiento se convirtió en el 1.er Regimiento de Motociclistas de la Guardia.

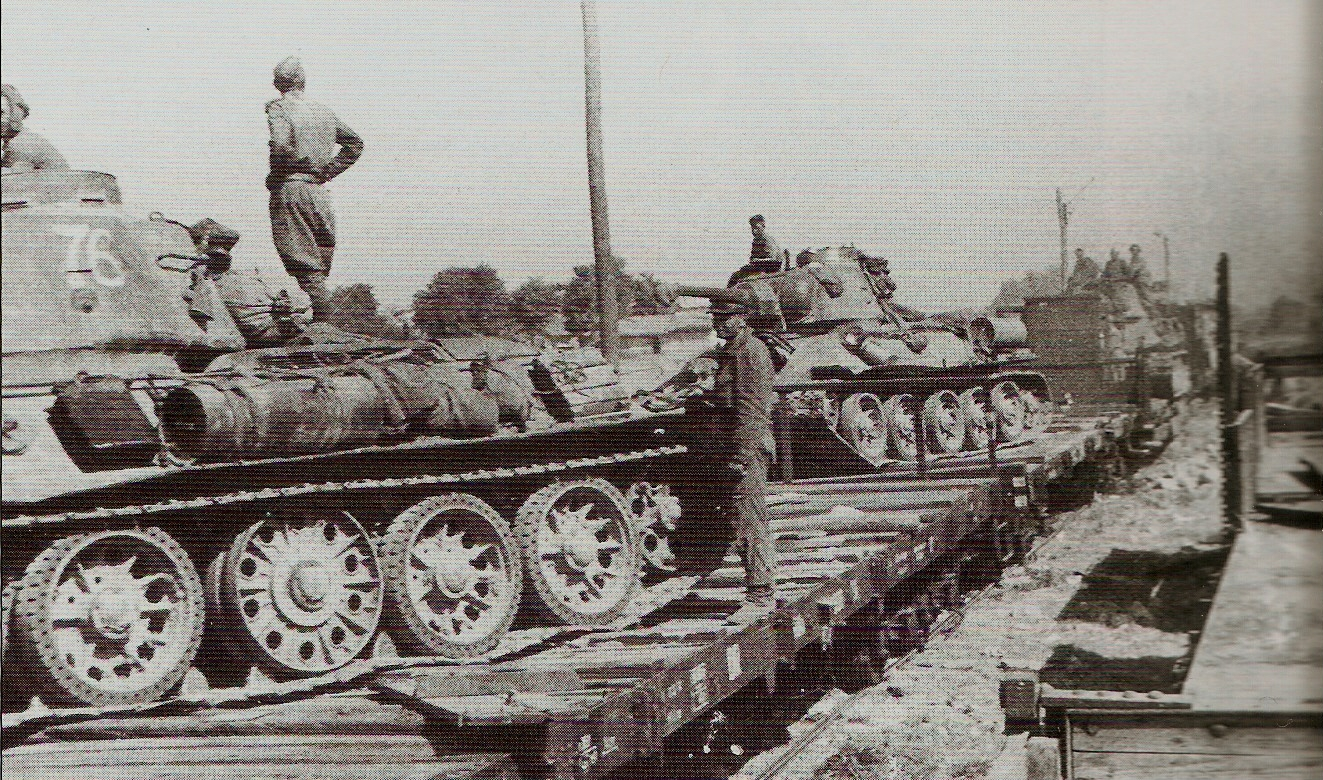
Equipo de tanques del 4.° Cuerpo Mecanizado de Guardias durante la preparación de la ofensiva en Rumanía, 1944.

En diciembre de 1942, fue transferido para asumir el mando de la 36.ª Brigada de Tanques, parte del Distrito Militar de Moscú. En abril de 1942 fue enviado al recién formado 22.º Cuerpo de Tanques del 38.º Ejército, donde combatió en el Frente Sudoeste. El 17 de julio fue asignado al mando del 13.º Cuerpo de Tanques, que pasó a luchar como parte del 1.er Ejército de Tanques, 64.º y 57.º Ejércitos del Frente de Stalingrado en la batalla de Stalingrado. Por su valentía, el cuerpo se convirtió en el 4.º Cuerpo Mecanizado de la Guardia y recibió el nombre honorífico de Stalingrado. El comandante del 64.º Ejército, el mayor general Mijaíl Shumilov, escribió que Tanaschishin mostró «iniciativa y versatilidad, rigor, decisión y disciplina, capacidad para controlar unidades de tanques en batalla, para maniobrar unidades y luchar contra fuerzas alemanas superiores, y organizar tropas para realizar misiones de combate». Dirigió el cuerpo durante el contraataque alemán de la operación Wintergewitter y el avance al río Miús.
Tanaschishin dirigió el cuerpo en las ofensivas de Rostov, Dombás, Melitópol, Níkopol-Krivói Rog como parte del Frente Sur (renombrado como 4.º Frente Ucraniano el 20 de octubre de 1943) en 1943 y principios de 1944, durante dichas ofensivas liberó numerosas poblaciones como Amvrosivka y Bolshoy Tokmak, entre otras. Fue ascendido a teniente general el 30 de agosto de 1943. En marzo de 1944, el cuerpo luchó como parte del Grupo Mecanizado de Caballería (KMG) del teniente general Issá Plíyev con el 3.er Frente Ucraniano en la ofensiva Bereznegovatoye-Snigirevka y en la ofensiva de Odesa, capturando Novyi Buh entre otros. Por sus acciones en estas batallas, el cuerpo recibió la Orden de Suvórov de 2.do grado. El 31 de marzo de 1944, fue herido de muerte por la explosión de una bomba alemana en la zona de Voznesensk.

## Promociones
- Mayor general (7 de diciembre de 1942)
- Teniente general (30 de agosto de 1943).[6]

## Condecoraciones
A lo largo de su servicio militar, Trofim Tanaschishin recibió las siguientes condecoraciones
|  | Orden de la Bandera Roja, dos veces (30 de octubre de 1941 y 2 de diciembre de 1942) |
|  | Orden de Suvórov de 1.er grado (19 de marzo de 1944)                                 |
|  | Orden de Suvórov de 2.do grado (17 de septiembre de 1943)                            |
|  | Orden de la Guerra Patria de 1.er grado (5 de noviembre de 1942)                     |
|  | Medalla por la Defensa de Stalingrado                                                |
|  | Orden del Imperio Británico (Reino Unido; 11 de mayo de 1944)                        |

Fue nombrado Caballero Comandante Honorario de la Orden del Imperio Británico en 1943 junto con otros altos oficiales soviéticos; el embajador británico en la Unión Soviética, Archibald Clark Kerr, entregó la condecoración al comisario del pueblo de Asuntos Exteriores, Viacheslav Mólotov, en una ceremonia el 10 de mayo de 1944.